# Ischnocnema paranaensis
Ischnocnema paranaensis es una especie de anfibio anuro de la familia Brachycephalidae.

## Distribución geográfica
Esta especie es endémica de Paraná en Brasil. Habita alrededor de 1700 m sobre el nivel del mar en Pico Paraná.

## Descripción
El holotipo de Ischnocnema paranaensis mide 17.7 mm. Su espalda tiene bandas verdes y blancas. Sus flancos están reticulados con los mismos colores. Su lado ventral es verde pálido.

## Etimología
Esta especie lleva el nombre en honor a
Su nombre de especie, compuesto de paraná y el sufijo latín -ensis, significa "que vive, que habita", y le fue dado en referencia al pico Paraná, donde fue descubierto, como al estado de Paraná.

## Publicación original
- Langone & Segalla, 1996 : Una nueva especie de Eleutherodactylus del Estado de Paraná, Brasil. Comunicaciones Zoológicas del Museo de Historia Natural de Montevideo, vol. 12, n.º 185, p. 1-7[6]